# NGC 5430
NGC 5430 (другие обозначения — UGC 8937, MCG 10-20-62, MK 799, ZWG 295.32, IRAS13591+5934, PGC 49881) — спиральная галактика с перемычкой (SBb) в созвездии Большая Медведица.
Этот объект входит в число перечисленных в оригинальной редакции «Нового общего каталога».